# 楊鏊
楊鏊（1485年—？），字時濟，號靜可，桂林中衛軍籍，廣西桂林府灌陽縣人，明朝政治人物。

## 生平
弘治十七年（1504年）甲子科廣西鄉試第十八名舉人，正德三年（1508年）戊辰科會試中副榜，曾任秀水縣教諭、東安縣教諭，十二年（1517年）中式丁丑科會試第三百八名，三甲第八十六名進士。吏部觀政，授行人司行人，嘉靖元年（1522年）二月選貴州道監察御史，出為四川按察司僉事。

## 家族
曾祖楊廣；祖父楊俊；父楊綱，母萬氏。永感下。兄楊鑾，弟楊鑒、楊鋆。